# Guancha lacunosa
Guancha lacunosa är en svampdjursart som först beskrevs av Bean in Johnston 1842.  Guancha lacunosa ingår i släktet Guancha och familjen Clathrinidae. Inga underarter finns listade i Catalogue of Life.